# The Doobie Brothers
The Doobie Brothers — американская поп-рок группа, образованная 20 августа 1970 года. Стиль группы неоднократно менялся от калифорнийского рока и хард-рока, до поп-рока с элементами соула.

## История
Группа сформировалась после того, как гитарист Патрик Симмонс присоединился к калифорнийскому трио Pud, и квартет сразу же был переименован в The Doobie Brothers; Doobie — на местном сленге означало «сигарету с марихуаной». На первых порах группа завоёвывала популярность в качестве исполнителей хард-рока, но потом переориентировалась на AOR. На «Основной информации» изображён первый состав группы, который позже был изменён.
К концу 1970-х годов, когда вышли их наиболее популярные записи во главе с бестселлером «What a Fool Believes» (премия «Грэмми» за лучшую песню 1979 года), от рок-музыки в их записях не осталось и следа. В эти же годы и была выпущена лучшая песня Doobie Brothers «Long Train Running», уже придуман ремикс. The Doobie Brothers продолжали выпускать и играть на концертах поп-музыку с элементами соула до самого своего распада в 1983 году. Вокалист Майкл Макдональд довольно успешно продолжил записываться в том же стиле.
В 1987 группа возродилась в составе, который записал классический альбом Toulouse Street. В июле 1987 года группа посетила Советский Союз, выступив в Измайлово на концерте-митинге «Наш ход» совместно с Джеймсом Тейлором, Бонни Рэйтт, Владимиром Пресняковым, «Автографом», Жанной Бичевской, «Santana» и Надеждой Бабкиной с ансамблем «Русская песня». В 1989 году вышел диск Cycles, на котором весьма успешно вернулась к стилю своей молодости. В группу был введен перкуссионист Бобби Лакайнд.
В 2016 году был сыгран последний новый альбом в Сан-Франциско Journey с новым гостем — Dave Mason. В составе группе были Neal Schon, Ross Valory, Jonathan Cain, Steve Smith, Arnel Pineda.
Все участники группы: Майкл Макдональд, Том Джонстон(гитара), Патрик Симмонс (гитара), Джон Мак-Фи (гитара), Джефф Бакстер (гитара), Тиран Портер, Джон Хартман (ударная установка), Майкл Хоссек (ударная установка), Джон Коуэн (бас), Кит Кнудсен (ударная установка), Билл Пейн, Тони Пиа (ударная установка), Марк Руссо (саксофон), Эд Тот (ударная установка), Николетт Ларсон, Корнелиус Бампус, Дейв Шогрен, Гай Аллисон (музыкальный продюсер), Чет Мак-Кракен (ударная установка), Вилли Уикс (бас), Бобби Лейкинд (ударные музыкальные инструменты), Дейл Окерман (гитара). А также: Neal Schon (гитара), Ross Valory (гитара), Jonathan Cain (клавишные музыкальные инструменты), Steve Smith (ударная установка), Arnel Pineda и специальный гость Dave Mason (гитара).

## Дискография
Студийные альбомы
- The Doobie Brothers (1971)
- Toulouse Street (1972)
- The Captain and Me (1973)
- What Were Once Vices Are Now Habits (1974)
- Stampede (1975)
- Takin' It to the Streets (1976)
- Livin' on the Fault Line (1977)
- Minute by Minute (1978)
- One Step Closer (1980)
- Cycles (1989)
- Brotherhood (1991)
- Sibling Rivalry (2000)
- World Gone Crazy (2010)
- Southbound (2014)